# Paljassaare
Paljassaare (français : Île nue) est un quartier du district de Tallinn-Nord à Tallinn en Estonie.

## Description
En 2019, Paljassaare compte 461 habitants.
Sa superficie est de 3,95 km2.
Au nord de la péninsule de Paljassaare sont situées deux îles (Väike Paljassaar et Suur Paljassaar). 
Les rues de Paljassaare sont: Kopli tänav, Laevastiku tänav, Liivamadala tänav, Paagi tänav, Paljassaare tee et Paljassaare põik.

## Population
| 2008 | 2010 | 2011 | 2012 | 2013 | 2014 | 2015 |
| ---- | ---- | ---- | ---- | ---- | ---- | ---- |
| 585  | 594  | 573  | 578  | 582  | 583  | 584  |

| 2016 | 2017 | 2018 | 2019 | 2020 | 2021 | 2022 |
| ---- | ---- | ---- | ---- | ---- | ---- | ---- |
| 590  | 512  | 488  | 461  | 600  | 600  | 587  |

## Lieux et monuments
Le port de Paljassaare, le port de Lahesuu, le quai de Katariina et la plage Pikakari se trouvent dans le territoire du quartier.
Le quartier compte aussi une tour d'observation des oiseaux, les entrepôt et bureaux de Vičiunai Baltic OÜ  (Paljassaare tee 30), la station d'épuration des eaux usées de Paljassaare de Tallinna Vesi (Paljassaare põik 14) et la station de déchets de Paljassaare (Paljassaare põik 9A).

## Nature
Dans les parties nord et ouest de la péninsule de Paljassaare se trouve la zone de conservation de Paljassaare, qui fait partie du réseau Natura 2000. Cette zone de conservation est une zone ornithologique d'importance paneuropéenne, avec 229 espèces d'oiseaux recensées (octobre 2012). La zone de conservation de Paljassaare a été créée le 16 juin 2005 par le règlement du gouvernement de la république d'Estonie « Protection des zones de conservation dans le comté de Harju » pour la protection des espèces d'oiseaux et d'animaux et de leurs habitats.
La plage Pikakari, située à Paljassaare, est une plage de baignade publique. Cette plage a été ouverte en 2007.

## Galerie

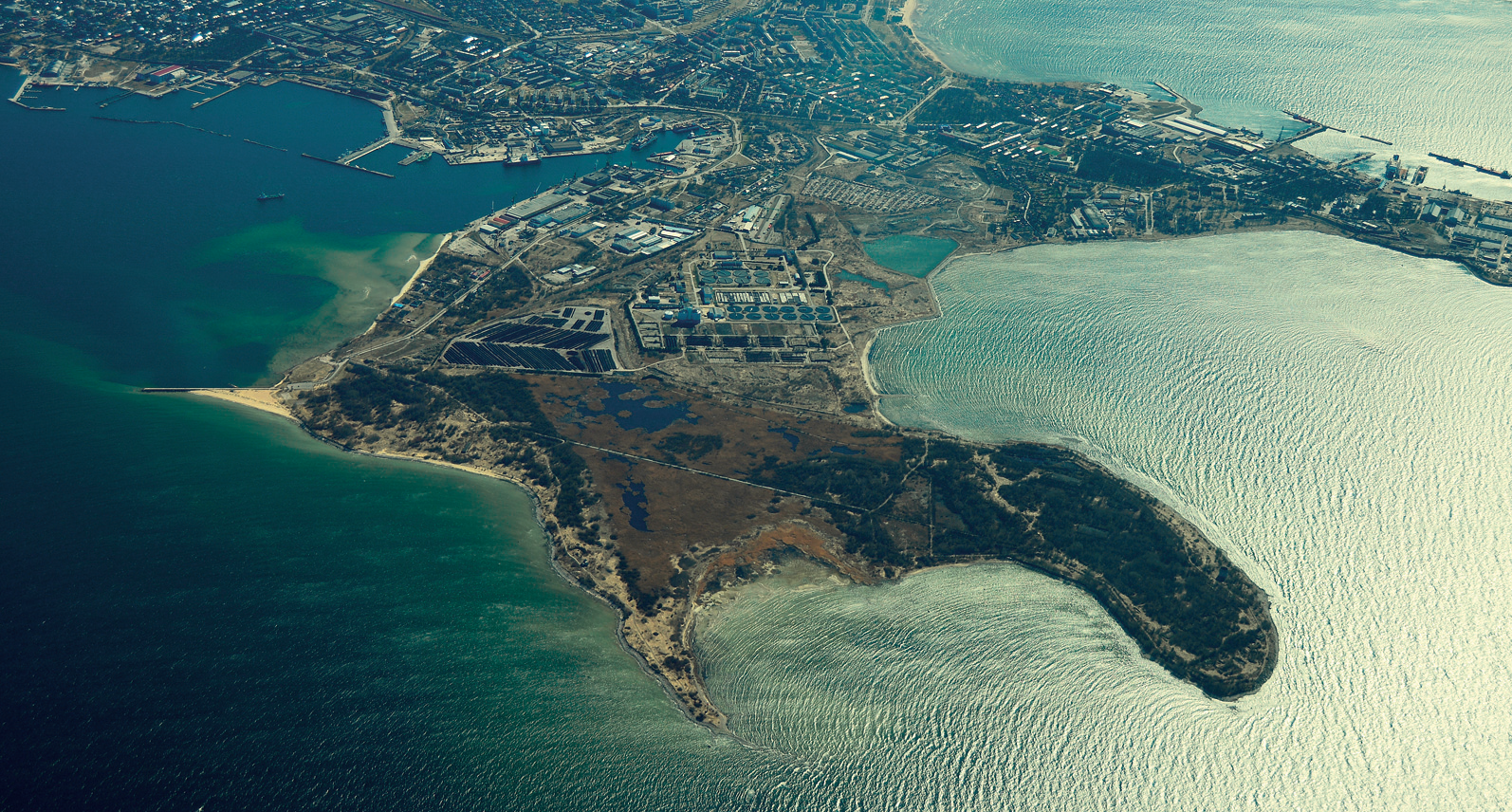
Vue aérienne de Paljassaare.
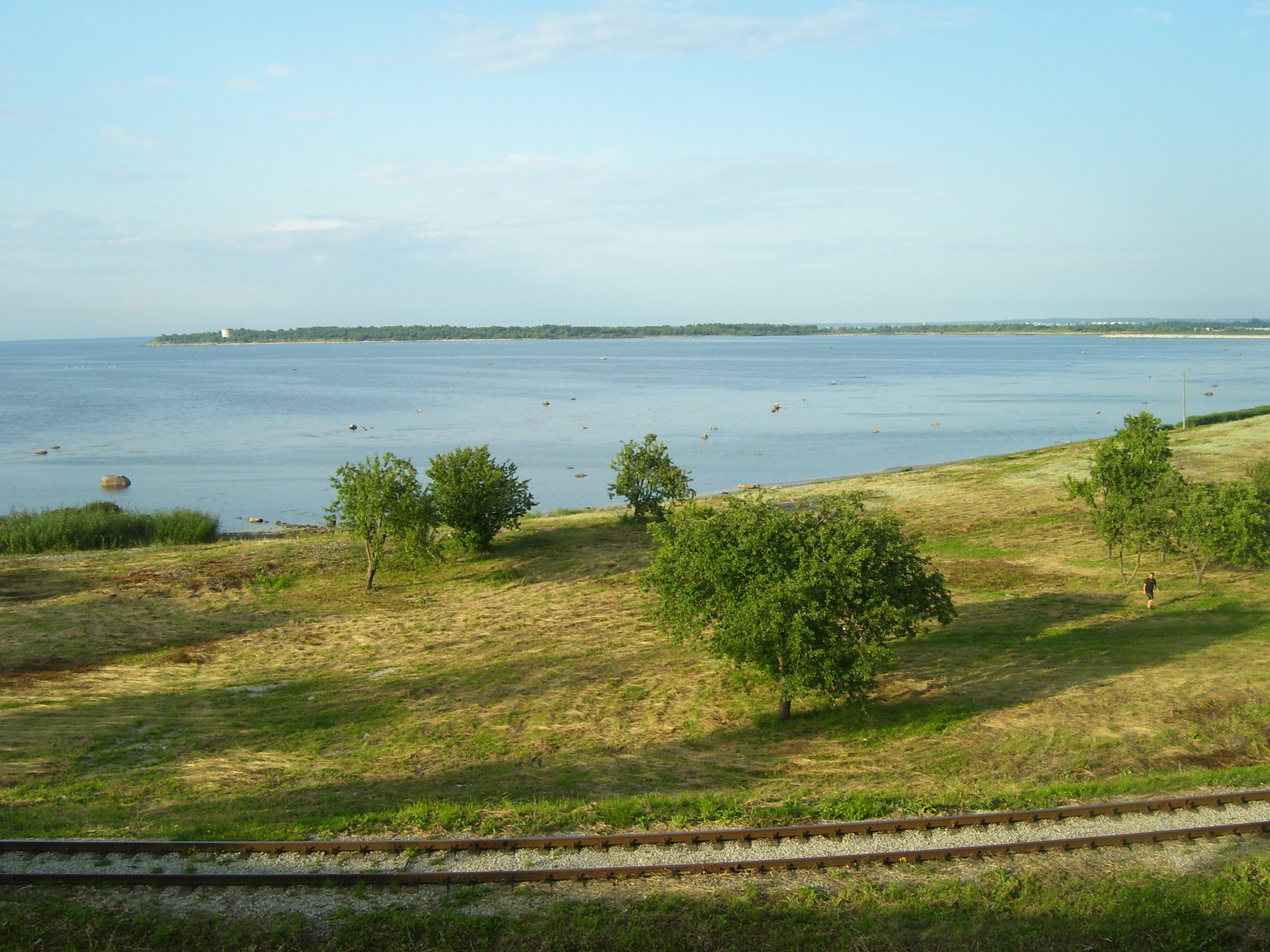
La péninsule de Paljassaare vue de la péninsule de Kopli.
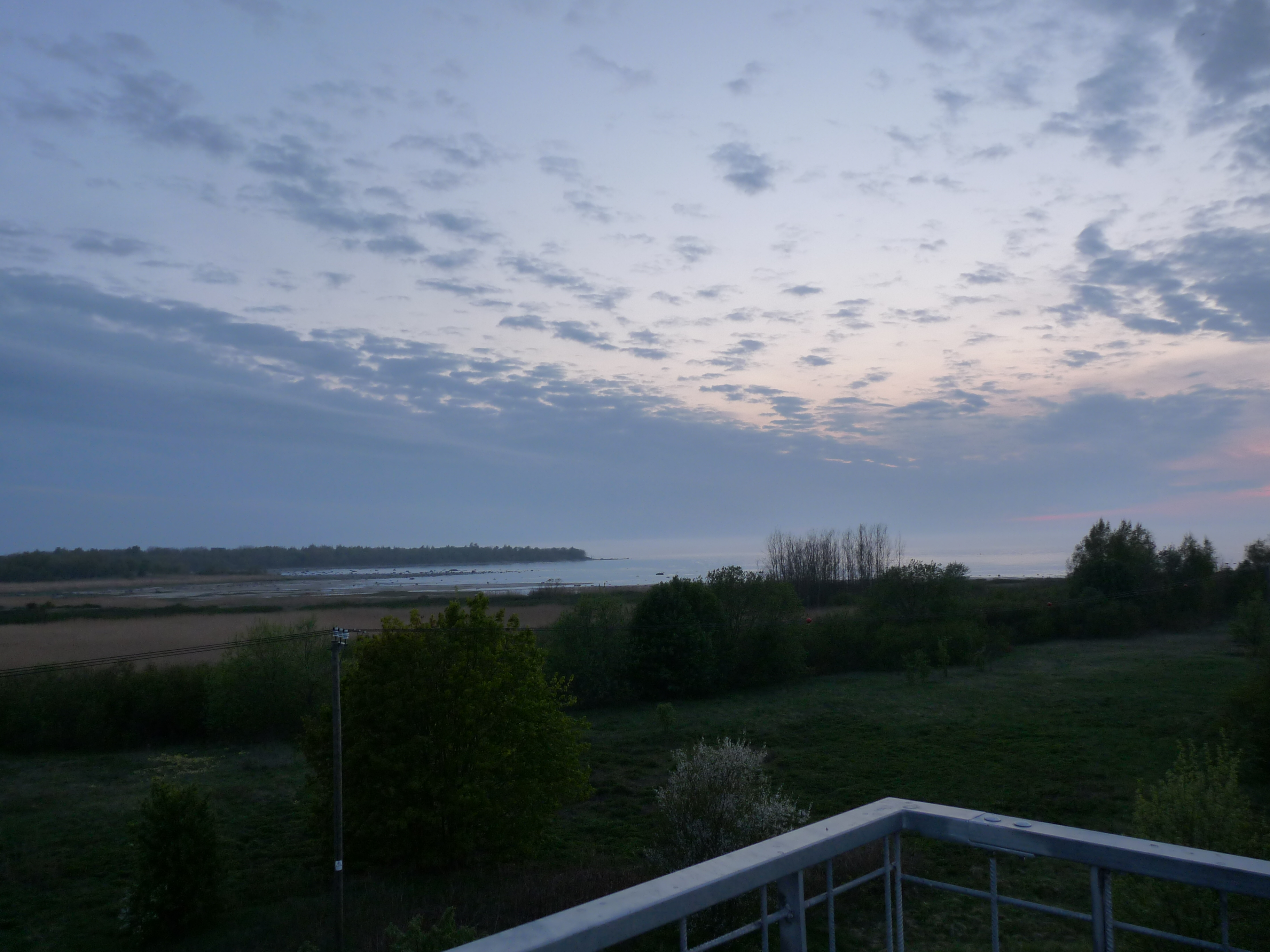
Vue sur l'île de Suur-Paljassaar.
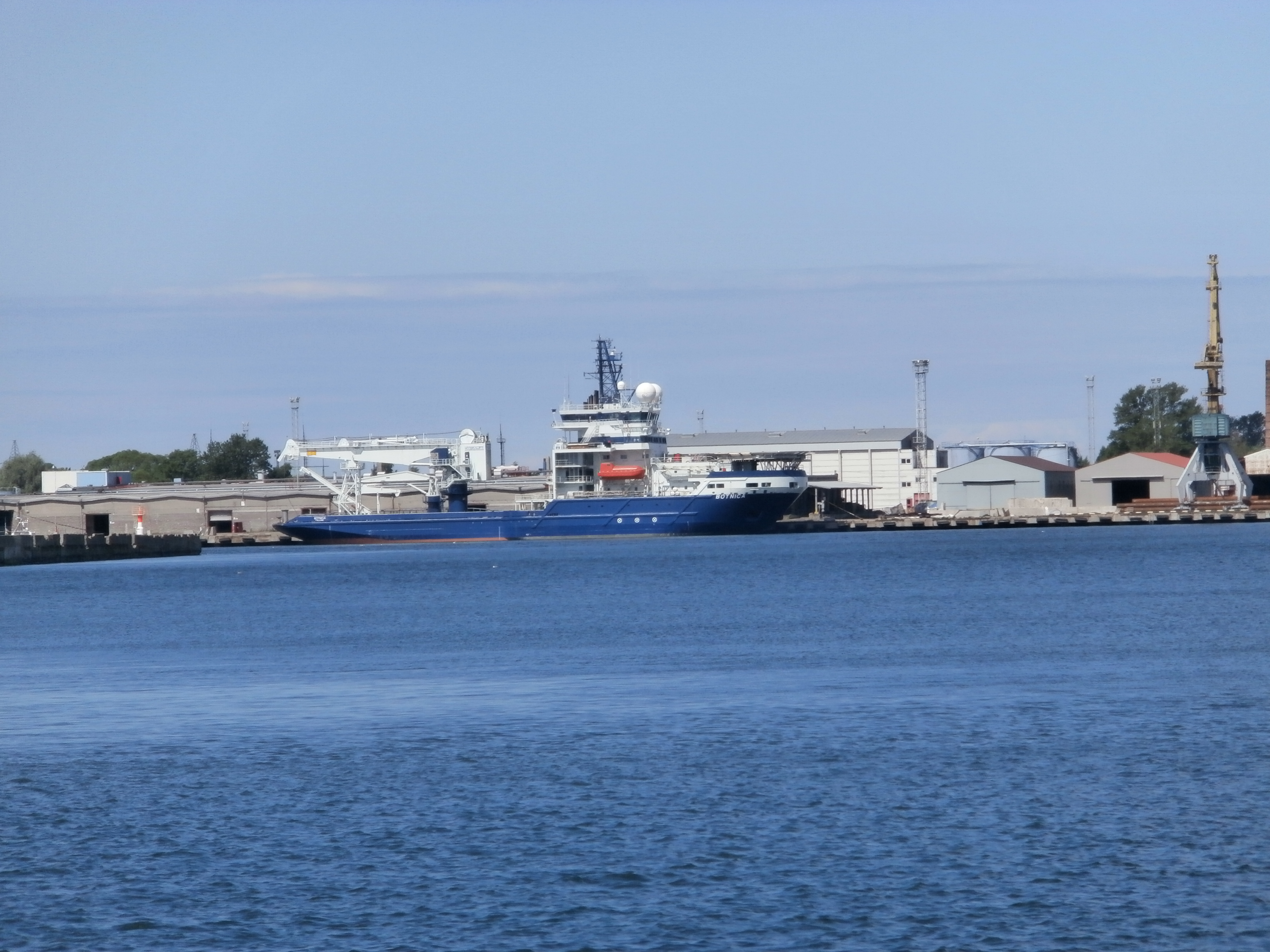
Botnica au quai 35 du port de Paljassaare.